# Naomi Feil
Naomi Feil (geborene Weil) (* 22. Juli 1932 in München; † 24. Dezember 2023 in Jasper, Oregon) war eine deutschamerikanische Gerontologin und Off-Broadway-Schauspielerin, die unter der Bezeichnung Validation eine Methode für den Umgang mit dementen und desorientierten alten Menschen entwickelt hat. Die Validation soll den Betroffenen eine bessere Lebensqualität bieten und den Pflegenden ihre Aufgabe erleichtern.

## Leben
Naomi Feil war die Tochter des promovierten klinischen Psychologen Julius Feil (1902–1989) und Helen, geborene Kahn (1902–1992). Nach der Emigration der Familie aufgrund der jüdischen Glaubenszugehörigkeit wuchs Naomi Feil im Montefiore-Altersheim in Cleveland, Ohio auf, das ihr Vater Julius Weil (1902–1989) leitete. Die Mutter leitete hier die Abteilung für Soziale Arbeit. An der Columbia University erwarb Naomi Weil 1956 einen Masters Degree für Sozialarbeit. Nach dem Studium ging Feil zurück in das Montefiore-Altersheim und studierte gleichzeitig von 1958 bis 1963 Theater am Hubert Berghoff Studio in New York City. Zwischen 1963 und 1980 entwickelte sie die Validations-Methode. Sie war Executive Director des von ihr 1982 in Cleveland gegründeten Validation Training Institutes (VTI). Durch zahlreiche internationale Vorträge und Seminare in Europa, Kanada, USA, Australien und Japan sorgte Naomi Feil für die Verbreitung ihrer Kommunikationsmethode der Validation.
Die Methodik der Validation beruht auf folgenden Grundlagen:
- Die Lebensumstände des desorientierten Menschen werden akzeptiert.
- Die Pflegenden werden im Umgang mit dem alten, desorientierten Menschen, der seinen Gefühlen freien Lauf lässt, unterstützt.
- Die Menschen werden so akzeptiert, wie sie sind.
- Die Ursache von Gefühlen wird ergründet und der zu Pflegende wird darin unterstützt, seine Würde zu erhalten.

Validation ist in der Altenarbeit eine anerkannte Vorgehensweise.

## Privatleben
Naomi Weil heiratete 1963 den Filmproduzenten Edward Feil (1924–2021). Aus der Ehe gingen vier Kinder hervor. Am 24. Dezember 2023 verstarb Naomi Feil an einer Krebserkrankung in Jasper, Oregon, im Alter von 91 Jahren. Sie war umgeben von ihren Kindern und Enkelkindern, die ihr Broadway-Musicals sangen. Ihre letzte Ruhestätte fand Feil im West Lawn Memorial Park in Jasper.

## Auszeichnungen
- 1997: Großes Ehrenzeichen für Verdienste um die Republik Österreich[6]
- 2014: Lazarus Ehrenpreis für das Lebenswerk (Lifetime Achievement Award)[7]

## Werke
- mit Vicki de Klerk-Rubin: Validation. Ein Weg zum Verständnis verwirrter alter Menschen. 1990
- Validation. 1992, ISBN 3-17-015026-X
- Validation in Anwendung und Beispielen. 1993
- Validation. Ein neuer Weg zum Verständnis alter Menschen. 1993, ISBN 3-90-129102-4
- mit Evelyn Sutton, Frances Johnson: Trainingsprogramm Validation. Reinhardt, München 2001, ISBN 3-49-701558-X